# Adrian Făgețeanu
Părintele Adrian Făgețeanu (n. 16 noiembrie 1912, Deleni, Austro-Ungaria - m. 27 septembrie 2011, București) a fost un important părinte duhovnicesc în Biserica Ortodoxă Română, membru al mișcării Rugul Aprins de la Mănăstirea Antim din București și deținut politic în timpul regimului politic comunist din România.

## Viața
Adrian Făgețeanu, Alexandru Bucovețchi la naștere, s-a născut la 16 noiembrie 1912 la Deleni, lângă Cozmeni (Bucovina de Nord, azi Ucraina). Tatăl său Mihail Bucovețchi (orginar din suburbia Mănăsteriște a Cernăuțiului) era preot.
Și-a făcut studiile medii la vestitul liceu "Aron Pumnul" din Cernăuți. Tot în Cernăuți a urmat Facultatea de Drept pentru a deveni avocat, între anii 1931 și 1937. Vine la Fălticeni, unde avea un unchi, pentru a-și face stagiul în avocatură. Până în 1941, la Fălticeni și la Bacău, ocupă mai multe funcții în Ministerul de Interne, cum ar fi cea de comisar de poliție.
A fost fascinat de mișcarea legionară, ca mulți intelectuali ai vremurilor lui, dar nu s-a înregimentat în aceasta. A fost totuși arestat cu ocazia reprimării rebeliunii legionare în ianuarie 1941 și condamnat la 5 ani de închisoare pentru motivul de "acte pregătitoare la rebeliune". A fost eliberat în iunie 1941 pentru a fi trimis pe linia întâi a frontului în Rusia. Este rănit grav la Stalingrad și revine în țară, fiind internat în lagărul de la Târgu Jiu de unde este eliberat în 1943.
Anul 1943 coincide și cu hotărârea sa de a apuca calea monahismului. Se călugărește la Mănăstirea Putna, primind numele de Adrian, și este trimis la Cernăuți ca să facă Facultatea de Teologie (care se va muta la Suceava din cauza avansării armatelor rusești în Bucovina). În vara anului 1945, monahul Adrian este din nou arestat pentru activitatea sa de comisar de poliție și este internat în lagărul de la Slobozia-Ialomița, de unde este eliberat în august 1946.
În februarie 1947, după absolvirea Teologiei la Suceava, Adrian Făgețeanu pleacă la București ca să studieze filosofia. Aici se apropie de Mănăstirea Antim și de mișcarea "Rugul Aprins". Îl cunoaște pe Părintele Sandu Tudor care îi spune "că pentru a continua lupta împotriva concepției materialiste nu-și mai au rostul metodele folosite de mișcarea legionară pe plan organizatoric, iar singura posibilitate de a lupta împotriva concepțiilor materialiste este cea pe plan religios, iar în cadrul Bisericii cea mai bună pregătire pentru o astfel de luptă se face în monahism."
În biblioteca Mănăstirii Antim îi va auzi conferențiind, după cum aflăm din dosarul de anchetă, pe Sandu Tudor, mitropolitul Tit Simedrea, părintele Benedict Ghiuș, profesorul Alexandru Mironescu și alții. Va participa și la o retragere duhovnicească, organizată de Sandu Tudor la Mănăstirea Govora, care va dura aproape o lună. Între 1950-1956 este închis din nou, iar după eliberare, este primit la Mănăstirea Lainici. Aici starețul Calinic Cărăvan în însărcinează cu instruirea monahilor în literatură, gramatică, limbi străine și istorie.
În 1958, este din nou arestat și condamnat la 20 (douăzeci) ani muncă silnică și 10 (zece) ani de degradare civică. Este eliberat în 1964 la amnistierea deținuților politici. A petrecut peste 12 ani în temnițele comuniste, fiind închis la Galata, Văcărești, Brașov, Târgu Jiu, Slobozia, Făgăraș, Jilava, Canal, Aiud, Suceava. A trecut mai întâi prin mai multe parohii, apoi pe la Mănăstirea Viforâta, Mănăstirea Surpatele și, în sfârșit, la Mănăstirea Antim.
În anul 2003, la vârsta de 91 de ani, Părintele Adrian a părăsit Mănăstirea Antim pentru a trăi ca sihastru la schitul Locurele de pe lângă Mănăstirea Lainici, unde a rămas până în anul 2011, când starea lui de sănătate s-a înrăutățit.
Părintele Adrian Făgețeanu a trecut la Domnul la 27 septembrie 2011 la spitalul ”Dr. Marius Nasta” din București, la vârsta venerabilă de 99 de ani. A fost înmormântat sâmbătă, 1 octombrie 2011, in cimitirul Mănăstirii Lainici.

## Citate
- Înfrânarea și puterea rugăciunii le sunt date tuturor oamenilor. Dacă vrem să ne înfrânam trupul de la cele necurate și dacă vrem să ne rugam, nu există "nu pot".
- Oamenii îl caută pe Dumnezeu numai la necaz, greutăți și suferințe. Dumnezeu ne-a spus: "Nu vă puneți nădejdea în oameni" și noi ne aducem aminte de aceasta la nevoie. Îi sfătuiesc pe toți creștinii să nu uite de rugăciune nici când le este bine. Și să nu pună pe alții să se roage pentru ei. Să se roage pentru ei înșiși.
- În mănăstire, cel mai greu vot este de îndeplinit ascultarea. În lume, tot ascultarea de Dumnezeu este cel mai greu de făcut. Ascultarea și împlinirea cuvântului Lui. Să urmăm pilda Maicii Domnului, care a spus: "Fie mie după cuvântul tău!"
- Chiar și unii creștini mă întreabă care este rostul vieții noastre. N-avem nici o îndoială. Mântuitorul a spus clar: "Căutați împărăția cerurilor", adică mântuirea.
- Numai cei care au capacitatea de a se jertfi pentru ceilalți se mântuiesc.
- Se vorbește de mari duhovnici. Duhovnicul, indiferent de pregătirea lui școlară, nu are nici o putere dacă nu o primește de sus.
- Am făcut parte din mișcarea "Rugul Aprins"; am fost un fel de mână dreaptă a părintelui Daniil, fost Sandu Tudor. Pe mine mă punea să organizez câte o retragere după model athonit. Și am făcut retrageri din acestea la mănăstirea Crasna și la mănăstirea Govora. Erau acolo cu mulți oameni deosebiți; ne-au arestat sub acuzația ca aveam "activitate intensă contra clasei muncitoare". Noi doar ne rugam. Ne interesa apărarea Ortodoxiei. Pe Părintele Daniil l-am reîntâlnit la Aiud, apoi a fost omorât în bătaie.
- Cerul e acolo unde se face voia lui Dumnezeu.
- Smerenia e cel mai mare dar de la Dumnezeu, izvorul celorlalte. Să aveți smerenie. Și jetfelnicie. Iar de ai supărat pe cineva, să-ți pară rău și să te împaci cu el.

## Opere
- Făgețeanu, Adrian: Viața mea - Mărturia mea. Editura Areopag. ISBN 978-606-92998-2-1. 192 p.